# Vom Leben überholt
Vom Leben überholt (Originaltitel Life Overtakes Me) ist ein US-amerikanischer Dokumentar-Kurzfilm von John Haptas und Kristine Samuelson aus dem Jahr 2019.

## Inhalt
Der Film berichtet von einem Phänomen, das in den frühen 2000er-Jahren erstmals bei Flüchtlingskindern in Schweden beobachtet wurde. Hunderte von Kindern, die mit ihrer Familie aus ihrem Heimatland geflüchtet sind, suchen Zuflucht in einer komaähnlichen Krankheit, einem sogenannten Uppgivenhetsswyndrom respektive Resignations-Syndrom, wenn die Unsicherheit überhandnimmt, die über ihrem Leben liegt. Dieser katatonische Zustand kann Monate oder sogar Jahre andauern. Kehrt Stabilität in die Familie zurück, besteht berechtigte Hoffnung, dass auch die Kinder „zurückkehren“.
Der Film folgt drei der 400 mit ihren Familien in Schweden lebenden Kindern, die an dem Syndrom erkrankt sind. Haptas und Samuelson versuchen zu vermitteln, wie groß der Schmerz der Eltern ist, wenn sie beobachten müssen, dass ihre Kinder wie in der Zeit eingefroren sind. Die betroffenen Kinder und ihre Familien stammen aus gewalttätigen und vom Krieg heimgesuchten Ländern, zusammen mit ihrer Familie sind sie von Abschiebung bedroht. Diese latente Gefahr und die traumatischen Ereignisse der Vergangenheit führten dazu, dass die Kinder aufhörten zu essen, zu gehen und zu reden und sich in einen komaähnlichen Schlaf flüchteten. Das rätselhafte Symptom tritt vornehmlich bei Kindern aus dem Kosovo, aus Serbien, Aserbaidschan, Kasachstan und Kirgistan auf.
Samuelson und Haptas verfolgen, wie die Familien den betroffenen Kinder mit dieser Situation umgehen und welch hohe Belastung sie nun weitertragen müssen, obwohl die Flucht aus ihrer Heimat ihnen schon viel abverlangt hat.

## Produktion

### Produktionsnotizen
Die Filmaufnahmen entstanden in Schweden.

### Veröffentlichung
Am 7. April 2019 wurde der Film auf dem Full Frame Documentary Film Festival in den USA vorgestellt und am 19. Mai 2019 auf dem Critics Film Festival in Chicago. Im selben Jahr war der Film in folgenden Ländern im Internet verfügbar: Argentinien, Vereinigtes Königreich, Niederlande, Singapur, USA. Veröffentlicht wurde er zudem in Brasilien, Griechenland und Polen. In Deutschland ist er im Programm von Netflix verfügbar.

## Rezeption

### Kritik
Cammy Madden von MovieBabble Haltung zu dem Film war weitgehend negativ. Zwar seien Kristine Samuelson und John Haptas keine Namen, die man kenne, jedoch hätten beide in gewisser Weise ihre Fähigkeiten unter Beweis gestellt. Es gebe zwar unglaubliche Aufnahmen von Schweden, aber wie man einen informativen Dokumentarfilme erstelle, wüssten sie nicht so richtig. Wenn der einzige Zweck dieses Dokumentarfilms darin bestehe, das Bewusstsein für diese Krankheit zu schärfen, sei das gelungen. Was jedoch die vermittelten Informationen angehe, scheitere der Film. Insgesamt sei Life Overtakes Me ein Beispiel für eine verpasste Chance. Der Film biete so gut wie keine Informationen über die kaum bekannte Krankheit.
Daniel Hart von Ready Steady Cut gab dem Film vier von fünf möglichen Sternen und fasste seine Bewertung in dem Satz zusammen: Der Netflix-Dokumentarfilm Life Overtakes Me enthüllt in aller Bescheidenheit, tragische Umstände, wie sie keinem Kind passieren sollten.
Greg Wheeler befasste sich mit dem Film bei The Rev|Ew Geek und wählte die Überschrift Herzzerreißend. Der Dokumentation zu folgen, sei schwer. Manchmal wirke der Film ungewöhnlich aufgebläht. Es gebe zahlreiche Waldaufnahmen, verschneite Landschaften und einige Szenen, die etwas zu lang seien. Trotzdem sei der Film gut geeignet, das Bewusstsein für einen Zustand zu schärfen, über den die meisten bisher nichts gewusst hätten, was zeitweise zu einer ziemlich herzzerreißenden Betrachtung führe. Der Dokumentarfilm pendele in seinen Abschnitten ein wenig uneins zwischen den Botschaften hin und her, was im Hinblick auf die betroffenen Familien ein wenig zu politisch sei und sich nicht so anfühle, als fühle man aufrichtig mit ihnen. Der Dokumentarfilm zeige jedoch sehr gut den täglichen Kampf der Familien.

### Auszeichnungen
- Chicago Critics Film Festival 2019:
Audience Award für John Haptas und Kristine Samuelson in der Kategorie „Bester Dokumentarfilm“
- Full Frame Documentary Film Festival 2019:
Audience Award für John Haptas und Kristine Samuelson in der Kategorie „Bester Kurzfilm“
- Sundance Film Festival 2019:
Großer Preis der Jury für John Haptas und Kristine Samuelson in der Kategorie „Kurzfilm“
- Oscarverleihung 2020:
Nominierung für John Haptas und Kristine Samuelson in der Kategorie „Bester Dokumentar-Kurzfilm“